# ジェラーチェ
ジェラーチェ（イタリア語: Gerace）は、イタリア共和国カラブリア州レッジョ・カラブリア県にある、人口約2,600人の基礎自治体（コムーネ）。

## 地理

### 位置・広がり

#### 隣接コムーネ
隣接するコムーネは以下の通り。
- アニャーナ・カーラブラ
- アントニミーナ
- カーノロ
- チッタノーヴァ
- ロクリ
- シデルノ

## 文化・観光
「イタリアの最も美しい村」クラブ加盟コムーネである。

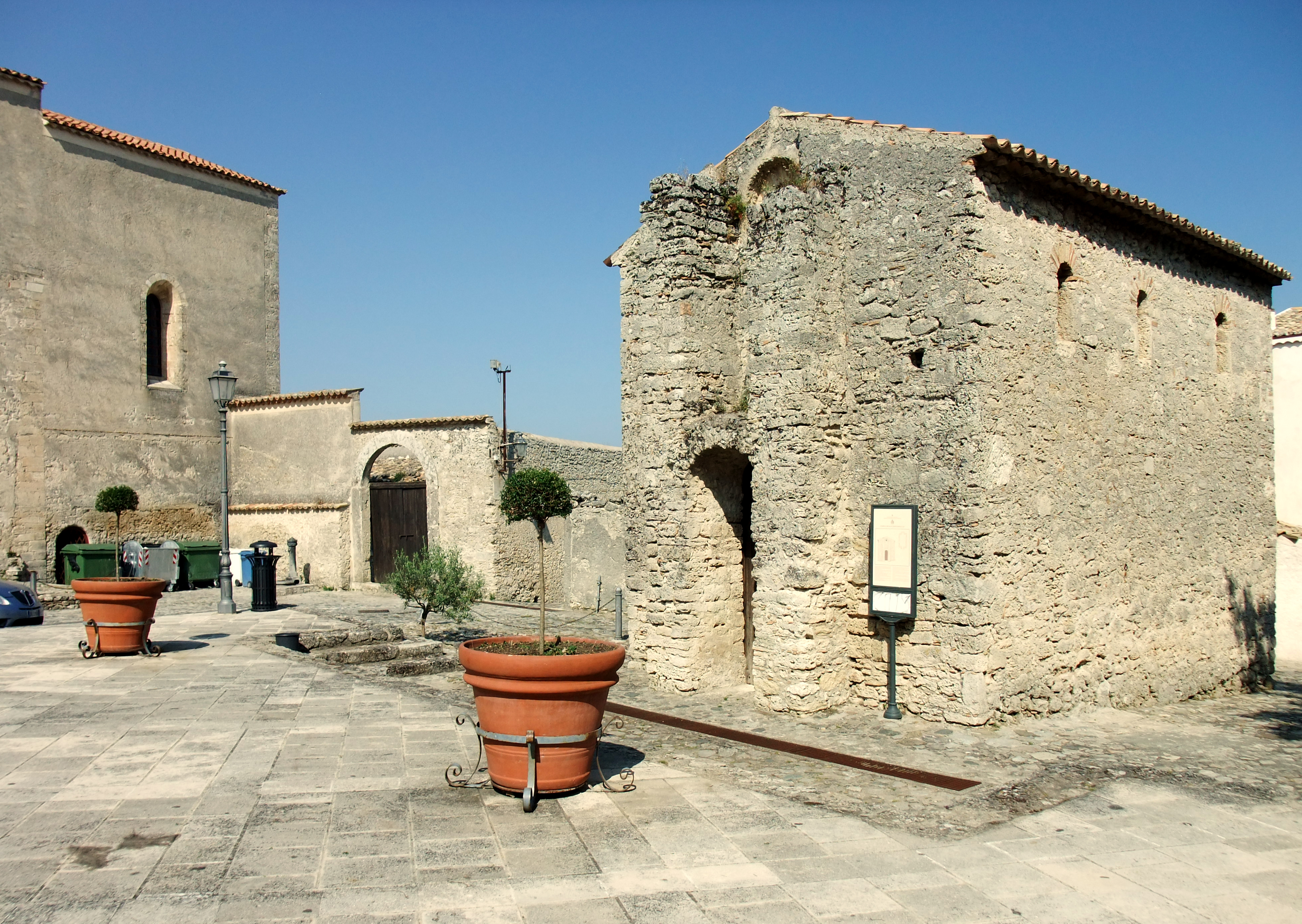